# Kőszegi vár
A kőszegi vár (legismertebb várkapitánya után Jurisics-várként is ismert) Kőszeg történelmi hangulatú óvárosában található.

## A vár története
Kőszeg várának első említése 802-ből származik: Einhard krónikája említi castellum Guntionis néven. A tatárok elvonulása után kezdődött meg az Alsóvár kiépítése a völgybeli település mellett, ami a középkorban átvette a nehezen megközelíthető Felsővár földesúri birtokközpontjának szerepét. A 13. század végén birtokosa a Héder nemzetség volt. 1289-ben Albert herceg elfoglalta a várat. 1291-ben III. András a hainburgi béke feltételeinek megfelelően az Óvárat leromboltatta. 1327-ben Károly Róbert több háborúskodás után elfoglalta a Kőszegi családtól a várat, majd győzelme után 1336-ban jelentős privilégiumokkal segítette a város lakosait a fejlődésben. Az osztrák betörések megelőzése érdekében fokozatosan kiépítették a városfalakat, melyeket erős tornyok védelmeztek, a falakat övező árkokba pedig a közeli Gyöngyös patak vizét vezették be. 1392-ben a vár a Garai családé, 1445-ben a Habsburgoké volt, tőlük Hunyadi Mátyás 1482-ben visszavette, de 1492-ben a Habsburgok ismét elfoglalták.

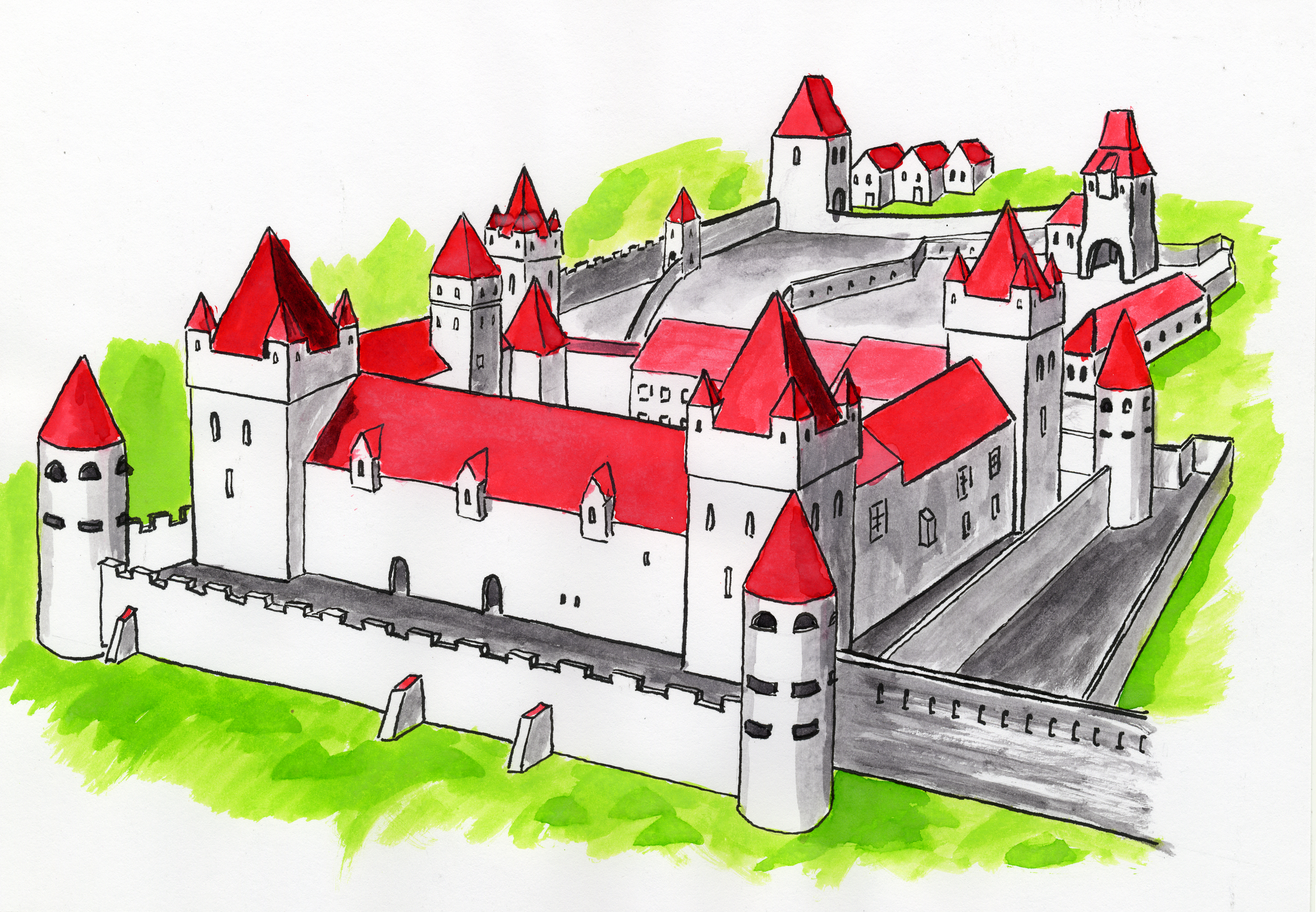
Kőszeg várának rekonstruált képe

Legismertebb ostromát az 1532-ben Bécs városa felé vonuló Szulejmán török szultán óriási seregétől szenvedte el, aki ellen Jurisics Miklós várkapitány mintegy ezerfőnyi, kisebb részben katonáiból, de inkább a bemenekült környékbeli jobbágyokból szervezett védősereget. A huszonöt napos viadal során az Oszmán Birodalom hadai minden lehetséges eszközt bevetettek. Végül közös megegyezéssel nyolc toronyra nyolc török zászlót engedtek kitűzni a magyarok, így a szultán számára látszólagos győzelmet jelenthetett neki Ibrahim török nagyvezér, így elvonulhattak Kőszeg falai alól déli irányba. A szultán a Király-völgy, és a Kálvária-hegy közötti dombról követte az eseményeket. Ez a hely azóta a Szultán-domb elnevezést viseli. Mivel Bécs városát jelentős osztrák seregek biztosították, Habsburg Ferdinánd a hősies vitézségéért Jurisics Miklóst bárói rangra emelte és neki adományozta Kőszeg városát. Jurisics azonban fiú utód hátrahagyása nélkül halt meg, így visszakerült a királyi kamara kezelésébe. 1695-ben a vár és az uradalom Esterházy Pál nádor birtokába került, majd a család egészen 1931-ig birtokolta a kőszegi várat. Ezt követően eladták és honvédségi tulajdonba került 1955-ig.
Az előző évszázadokban még sokszor ostromolták a kereskedővárost az erdélyi, császári és kuruc csapatok, mert gazdag polgárházaival vonzó zsákmányt jelentett. 1777-ben a várat tűzvész pusztította, ekkor bontották le védőműveinek nagyobb részét. A műemlék helyreállítására 1955 és 1963 között került sor, a helyreállított várban kulturális intézmények kaptak helyet.
A Jurisics-vár rekonstrukciója 2011-ben kezdődött el, és az egy évre tervezett időtartam helyett 2 évig tartott. A felújítás évei alatt a vár zárva volt. A várat a látogatók előtt 2013. július 2-án nyitották meg. Megújult külsővel és modern technikai eszközökkel, például klimatizált vitrinekkel ellátott interaktív kiállítótérben ismerkedhetnek a látogatók a vár történetével az építéstől egészen 1945-ig, azaz az Esterházy-korszak végéig. Az 1532-es török várostromot kiemelten jelenítik meg, különtermet kap. A tervek szerint szeptember végéig létrejön a Kőszeghez kapcsolódó legértékesebb emléktárgyak időszakonként változó bemutatására az úgynevezett aranyszoba.

## Esterházy oltár
A vár részét képezte a belső várnál lévő oltár, melynek központi alakja Madonna volt. A kép mögé rejtett feliratok szerint Esterházy Miklós József állíttatta 1771-ben. Az oltárt 1903-ban renoválták. Az 1963-as felújításkor állították ismét össze, azonban az eredeti facsapolások helyett szegezték. Az oltárt 2009. őszén kezdődött régészeti feltárások ürügyén elbontották és raktárba szállították. Helyreállítása és újjáépítéséig egy molinó kép jelölte az oltár helyét. Az előkészítést követően 2016 decemberében kezdődött és 2018. május 12-én fejeződött be a teljesen felújított oltárnak a Jurisics várba történő visszahelyezése. A felújítása 30 millió forintba került.

## Kultúra, filmforgatás
A vár jelenleg is jelentős szerepet tölt be a kulturális életben. Intézménye az 1963-ban alapított Jurisics-vár Művelődési Központnak, amely teret ad a város meghatározó művészeti csoportjainak, ápolja hagyományait, rendezvényeit. 1982 óta otthona a Várszínháznak. A Kőszegi Várszínházat az 1532. évi ostrom 450. évfordulóján 1982-ben tartotta első előadását. Az azóta összművészeti fesztivállá váló programsorozat június közepétől augusztus elejéig várja a látogatókat, illetve évközbeni előadásokkal szórakoztat. A vár az itt található múzeum révén turisztikai attrakciót kínál történelmi emlékhely és tárlatainak bemutatásával.
A vár számos filmforgatásnak adott otthont. Ilyen volt a Bán Róbert rendezte A nagyenyedi két fűzfa Kézdy György főszereplésével 1979-ből vagy az 1985-ben Bacsó Péter rendezte Hány az óra, Vekker úr?, vagy a 2000-ben nemzetközi produkcióban készült A királynő titkos ügynökei című filmnek Matt LeBlanc szereplésével.

## Galéria

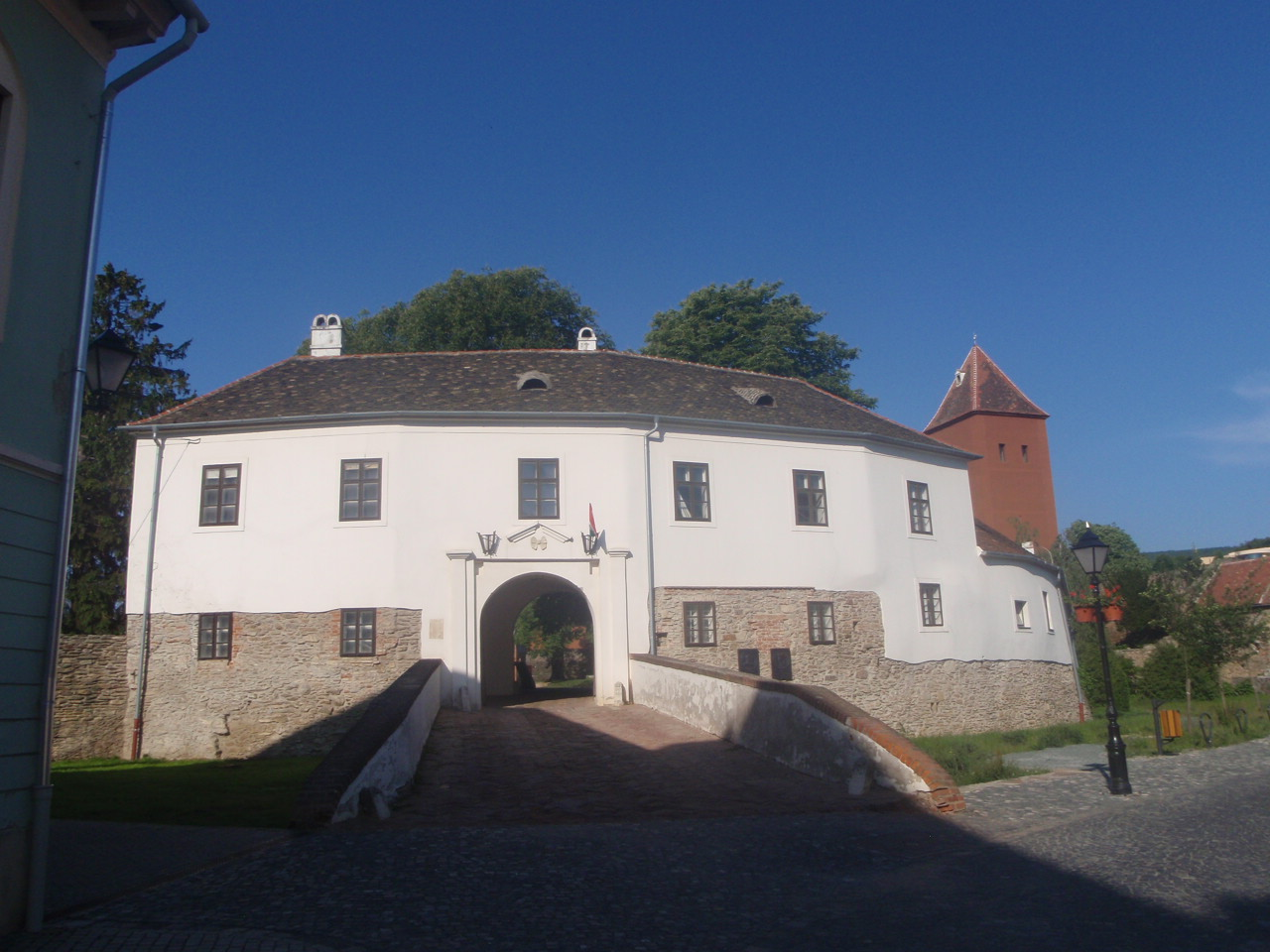
Külső vár a Rajnis utca felől
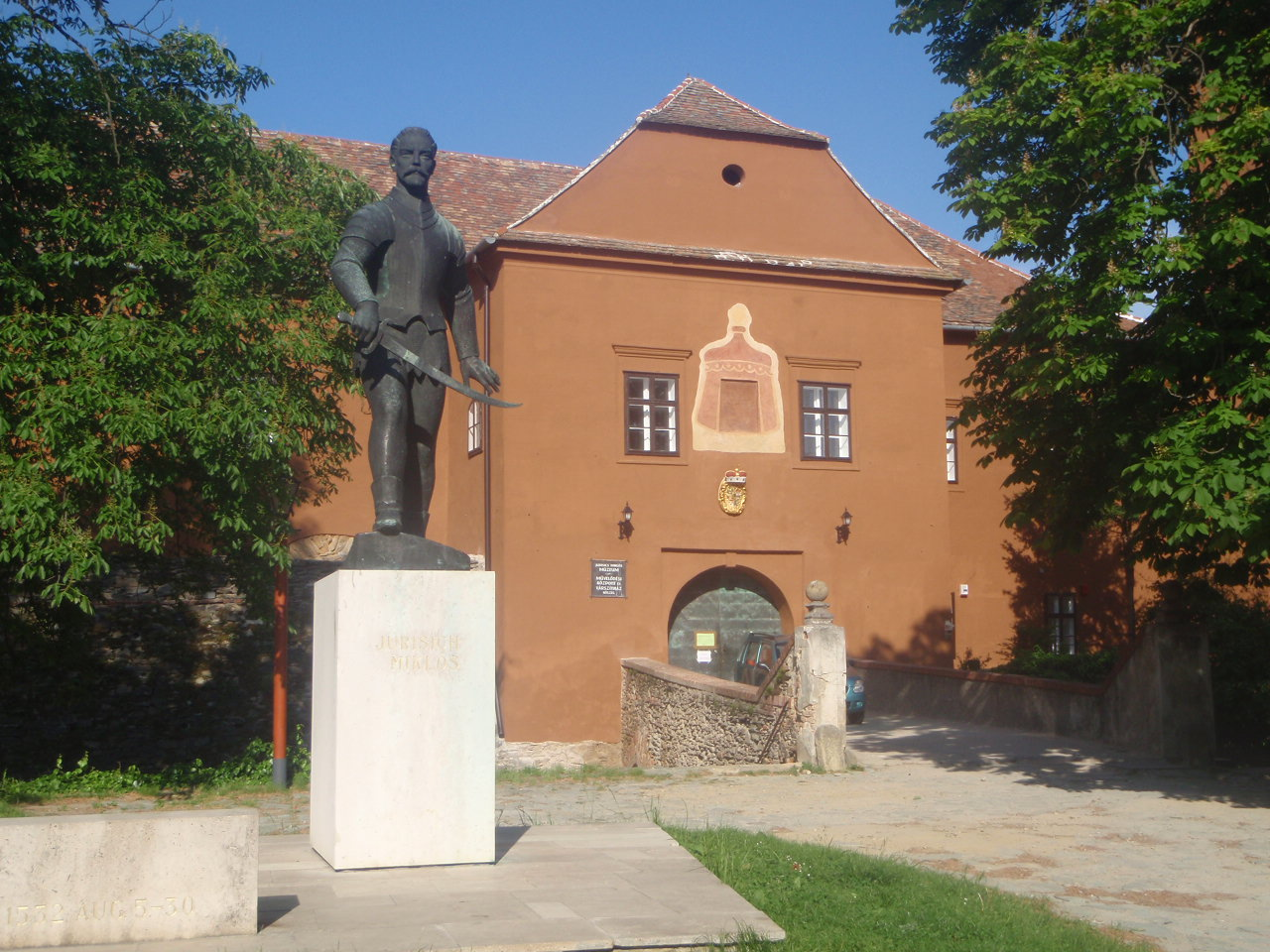
A Belső vár a Jurisics-szoborral (1963)
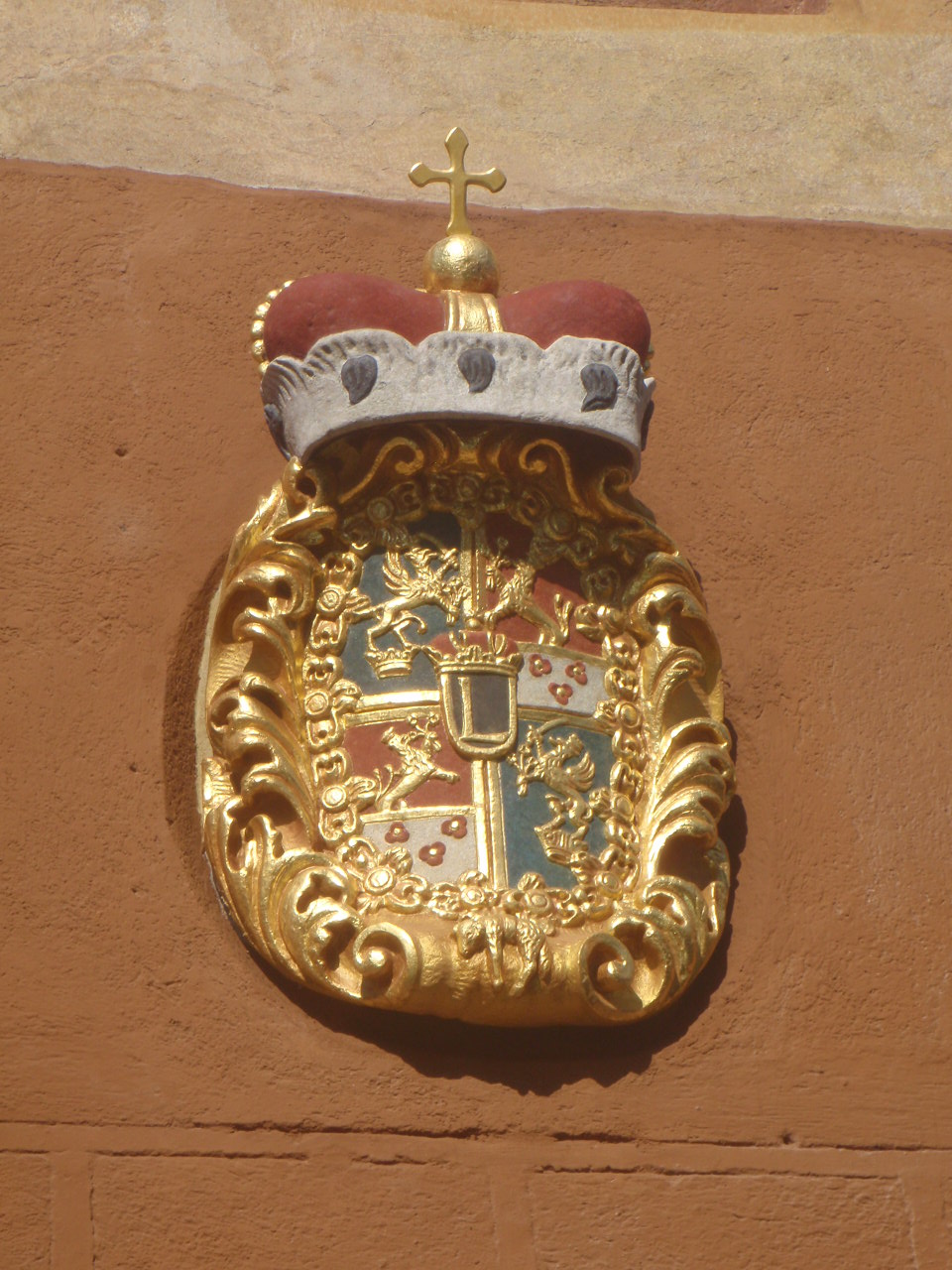
Esterházyak címere
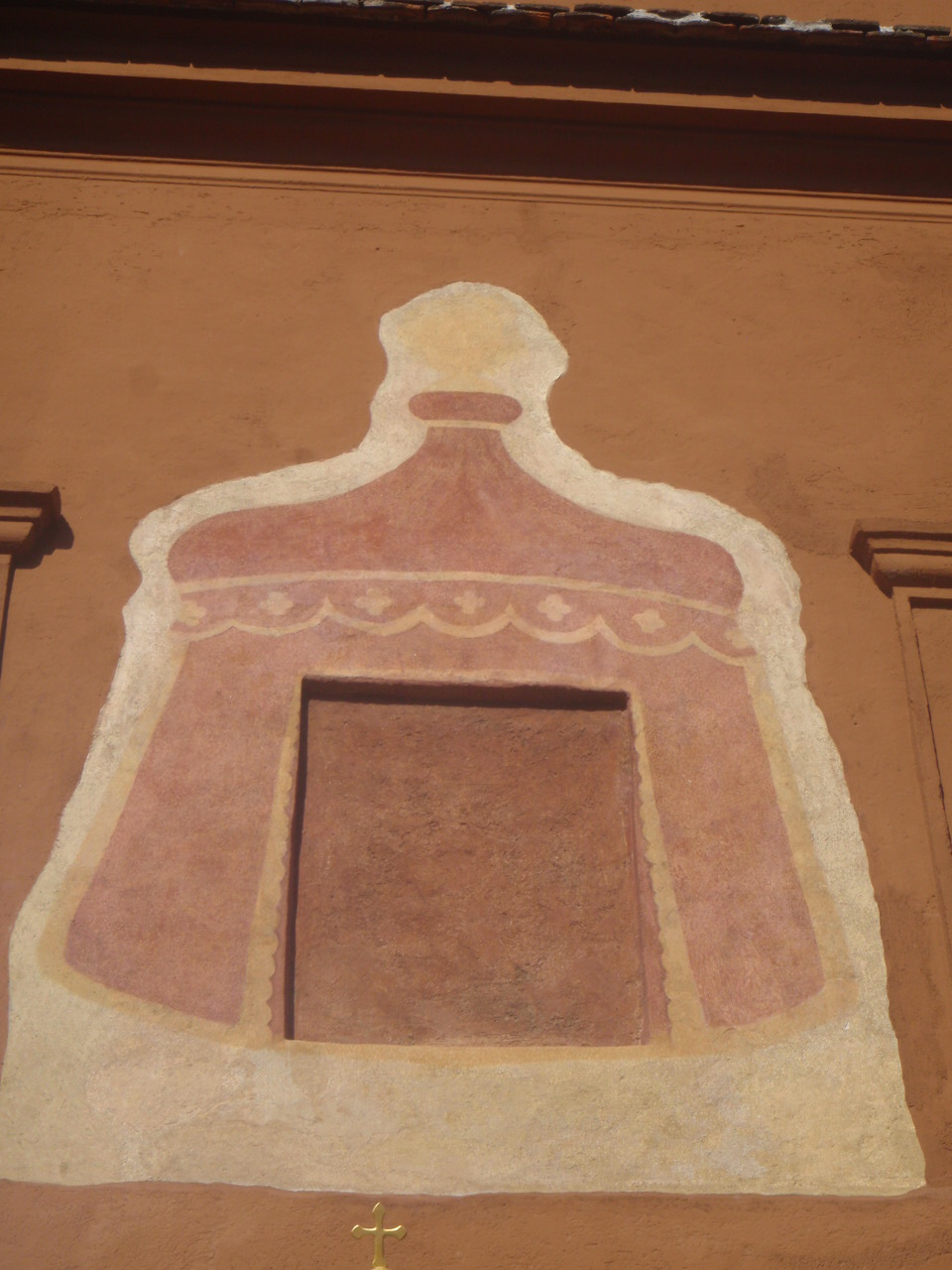
Baldachin a Belső vár bejárata felett
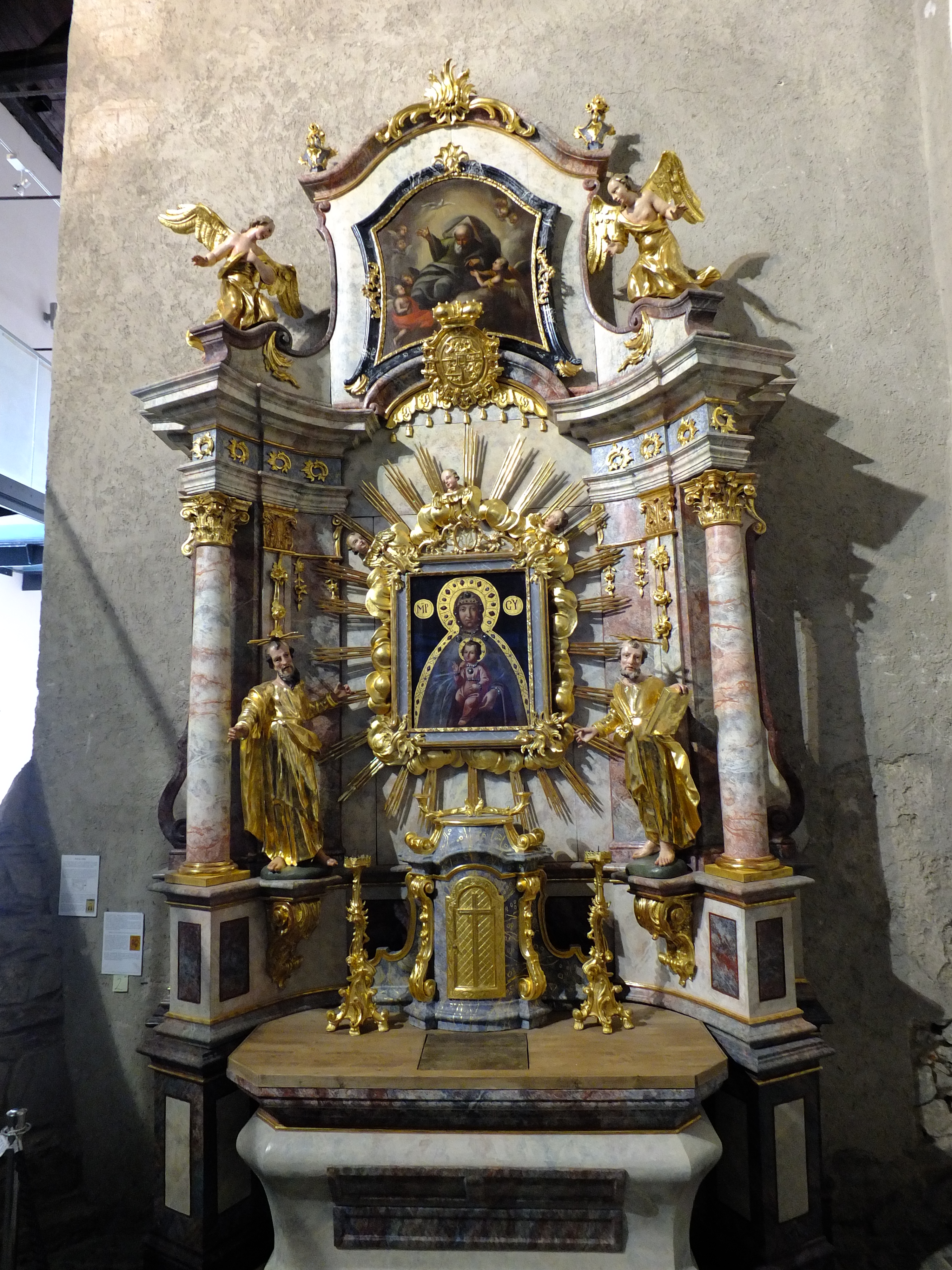
Esterházy oltár
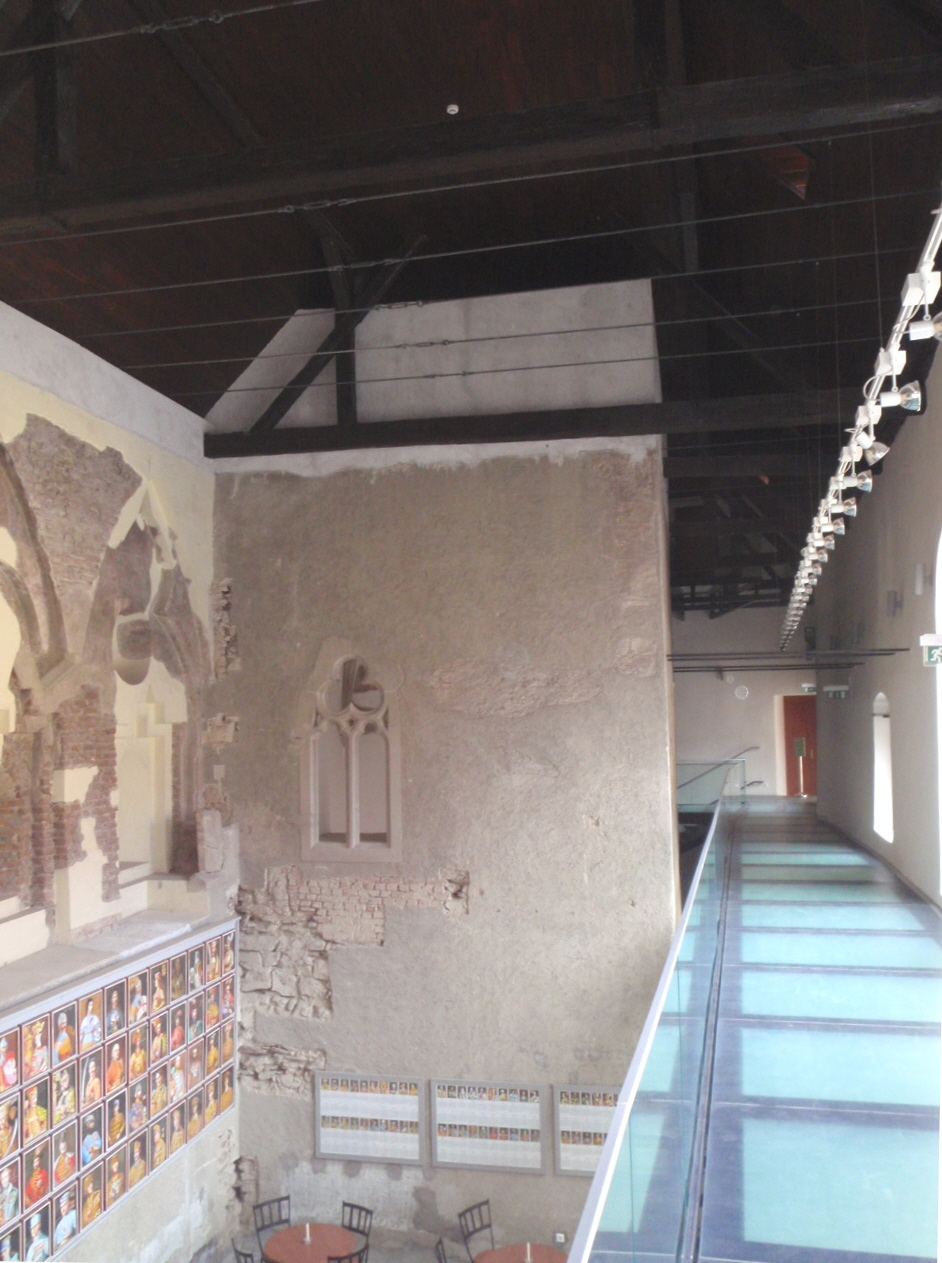
Újjáépített belső tér
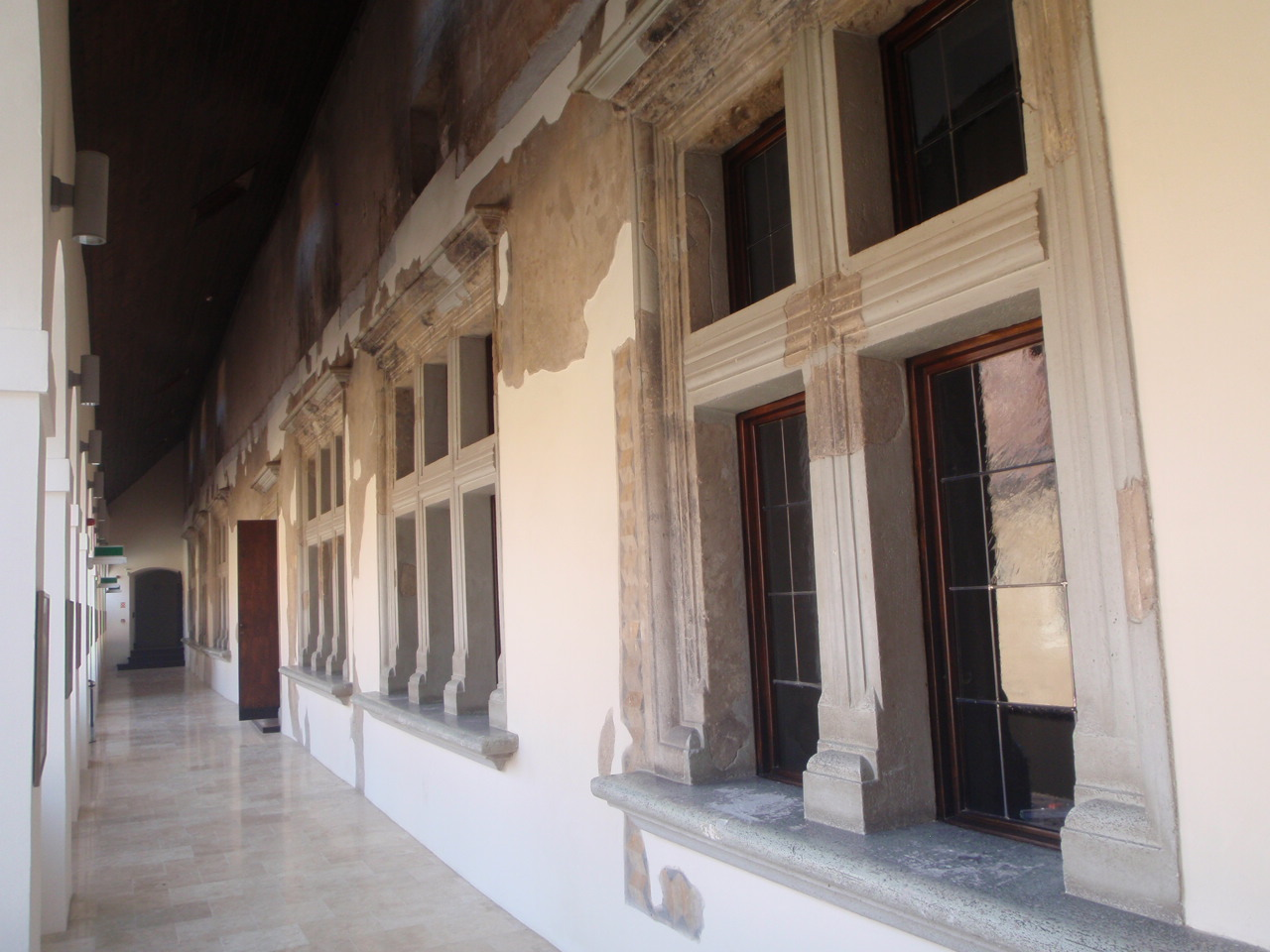
Lovagterem előtti folyosó
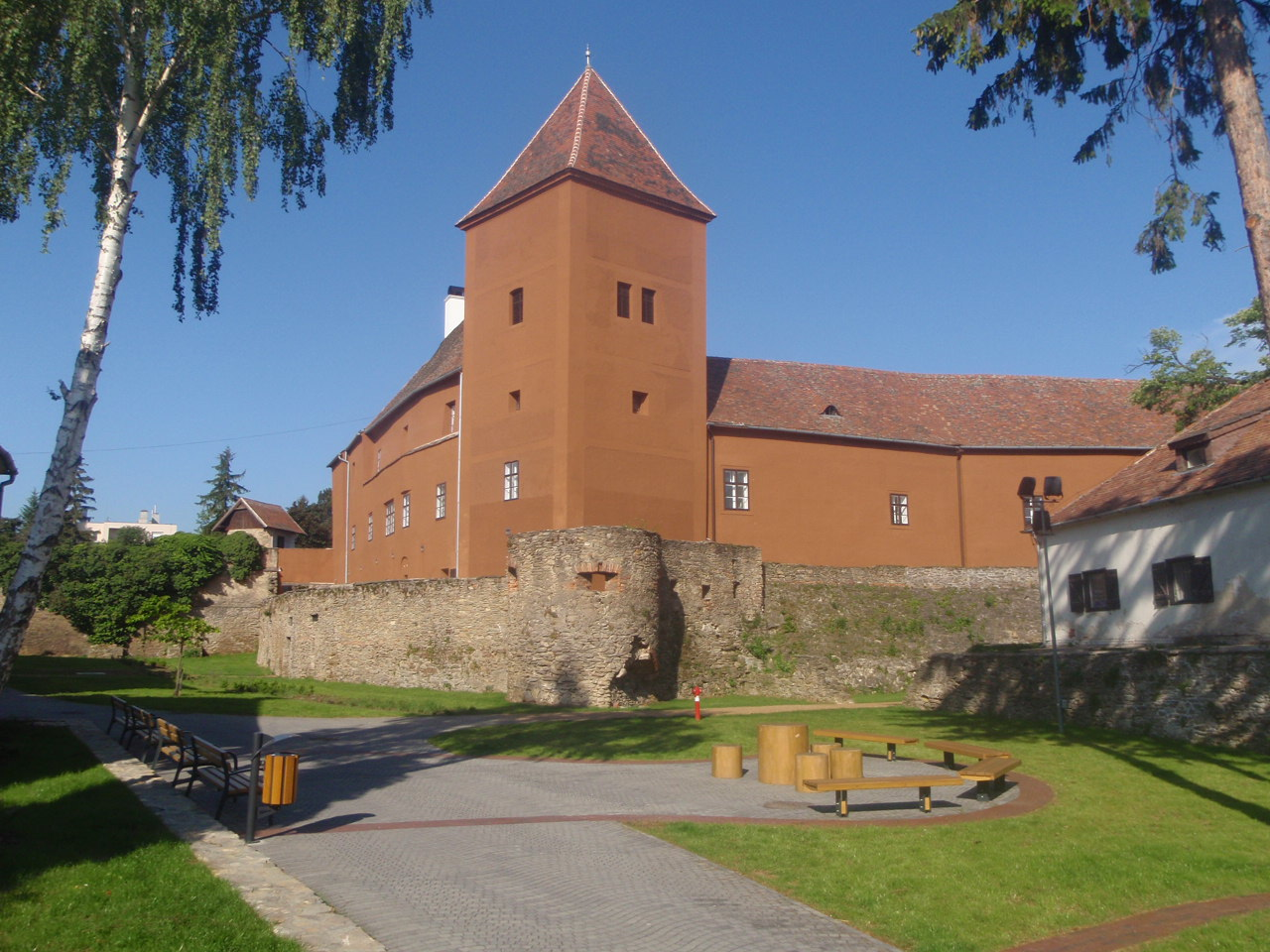
A vár a Diáksétány felől
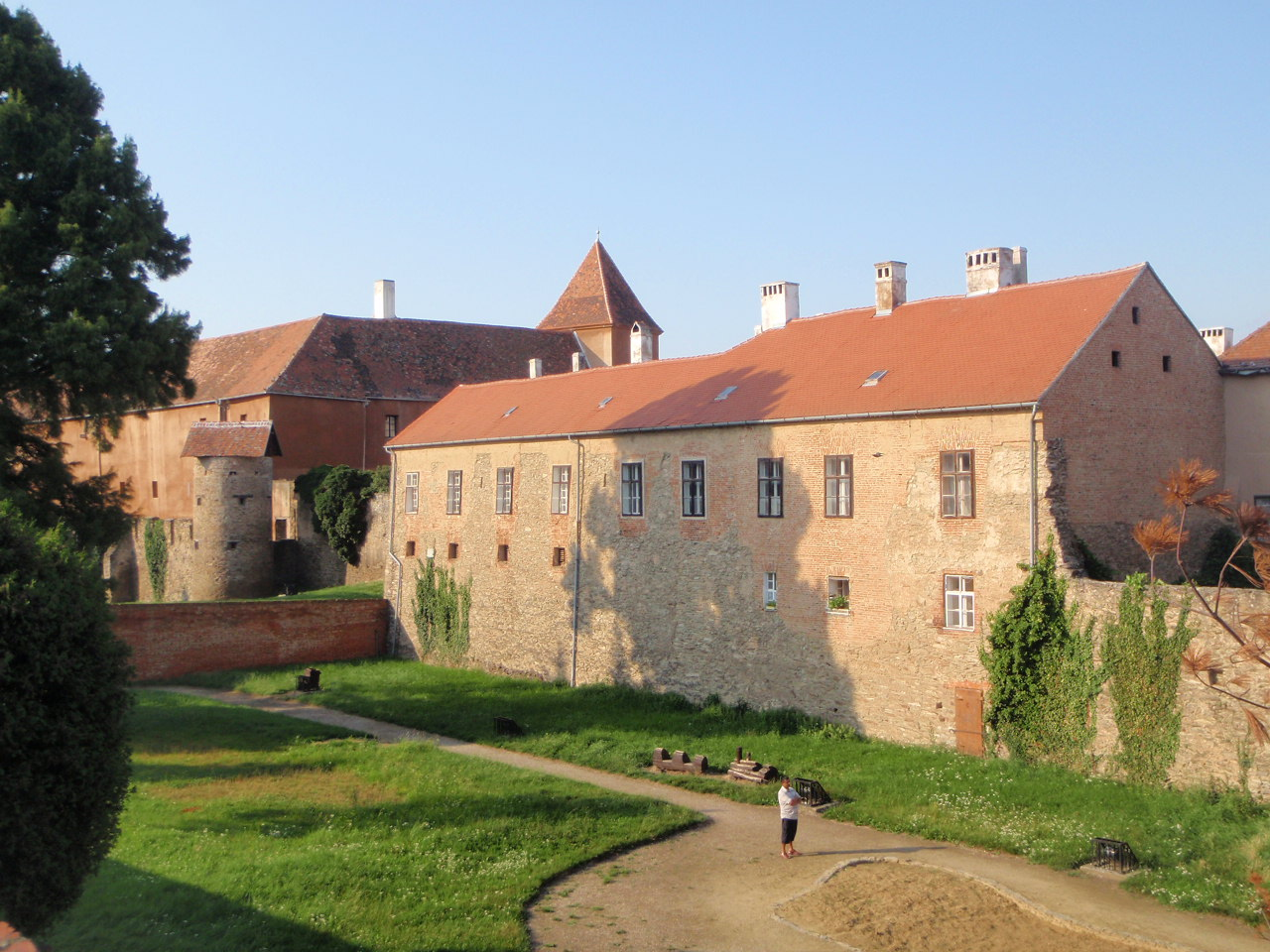
A kőszegi vár nyugati oldala a várárokkal és városfalra épült házzal
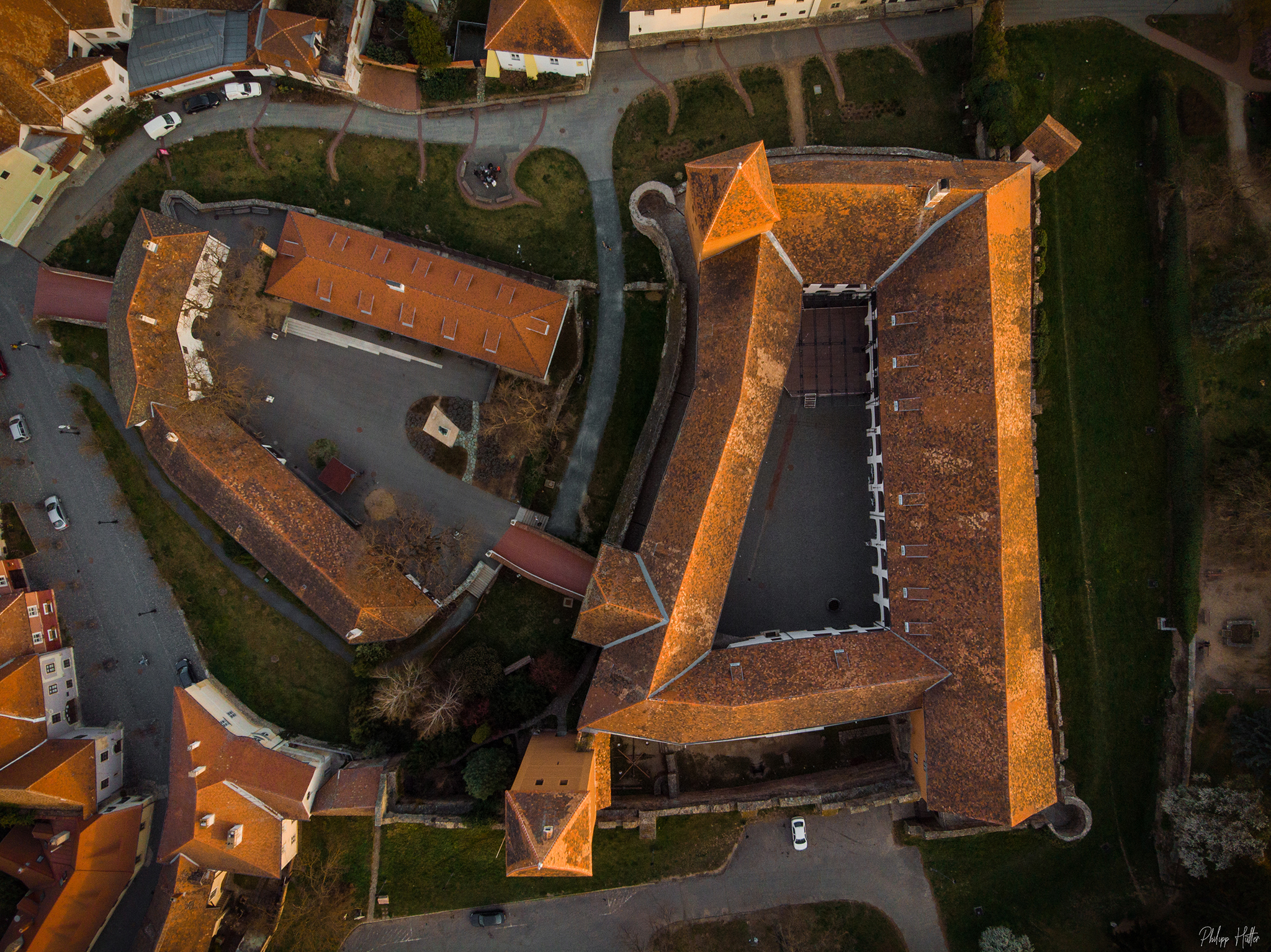
A vár felülnézetből